# Borbély István (irodalomtörténész)
Borbély István (Torockó, 1886. november 23. – Kolozsvár, 1932. március 20.) magyar irodalomtörténész, unitárius egyháztörténeti és magyar irodalomtörténeti kérdésekkel foglalkozott.

## Életútja
Vasbányász családból származott, elemi iskolát Marosújváron, középiskolai tanulmányokat Budapesten, Nagyenyeden és a kolozsvári Református Kollégiumban végzett 1900-ban, majd a kolozsvári tudományegyetemen tett doktori szigorlatot (1909) magyar irodalomtörténetből, s tanári oklevelet szerzett magyar- és német nyelvből és irodalomból. 1905-től a kolozsvári unitárius kollégiumban tanított. Az I. világháborúban frontszolgálatot teljesített, 1919 januárjában foglalta el ismét állását. 1925-től 1928-ig a kollégium igazgatója, majd a kolozsvári unitárius teológia rendes tanára.
Sokoldalú irodalomszervezői és tudományos munkásságot fejtett ki az 1920-as években, egyfajta pozitivista irodalomszemlélet képviselője volt. Viszont magyar irodalomtörténetének bevezetésében Taine elméletére hivatkozva hangsúlyozta a társadalomtudományi szempontok figyelembevételét az irodalmi jelenségek vizsgálatakor, a magyar irodalom periodizálásában szellemtörténeti kategóriákat vett alapul; a reformáció és ellenreformáció után a nemzeti szellem pihenése, diadalra jutása és fénykora jelenti számára az irodalomtörténet határköveit, míg a 20. századot már a nemzetközi áramlatok felülkerekedésével jellemzi. A materializmus jogosultságát csupán a természettudományok területén ismeri el, a szocializmus térhódításában a konzervatív nemzeti alap veszélyeztetését látta.
Tevékeny munkásságot fejtett ki az Erdélyi Irodalmi Társaságban, amelyben egy évtizeden át (1920-29) főtitkári teendőket látott el; s tagja a Kemény Zsigmond Társaságnak. Mint irodalomszervező szerkesztette a Keresztény Magvetőt (1919–28), az Unitárius Közlönyt (1919–21), az Irodalmi Kis Könyvtárt (1926), az Unitárius Irodalmi Társaság kiadásában megjelenő Unitárius Könyvtárt és az Unitárius Irodalmi Társaság Szakkönyvtárát (1928-ig). Közben Kovács Kálmánnal megalapította és két évig vezette az Erdélyi Irodalmi Szemlét (1924-25). Mellette megindította a Tudományos Értekezések című füzetes vállalkozást (1924). Cikkeit és tanulmányait közölte a budapesti Egyetemes Philologiai Közlöny, az Irodalomtörténet, az Irodalomtörténeti Közlemények, a Magyar Nyelvőr és a Századok, Romániában a Napkelet, a Pásztortűz, az Ifjú Erdély s a kolozsvári napisajtó.

## Munkái (válogatás)
- Heltai Gáspár (Budapest, 1907)
- Dávid Ferenc és kora. (Kolozsvár, 1910)
- Toroczkó története 1848-49-ben (Kolozsvár, 1920)
- Bevezetés a modern szépirodalom tanulmányozásába (Kolozsvár, 1920)
- Petőfi költészetének korszakai (Kolozsvár, 1921)
- Erdélyi magyar szépprózaírók és költők. I. Sebesi Samu. II. Kovács Dezső. (Kolozsvár, 1921)
- A magyar irodalom története I-II. (Kolozsvár, 1924-25)
- Jókai emlékezete (Unitárius Könyvtár 1. Kolozsvár, 1925)
- Molière (Kolozsvár, 1926)
- A régi Torockó (Kolozsvár, 1927)
- Az Erdélyi Irodalmi Társaság alapszabálya, ügyrendje és tagjainak névsora (Kolozsvár, 1929)
- Kant erkölcstana (litografált teológiai jegyzet, Kolozsvár, 1931-32)